# Distrito de Kusapín
El distrito de Kusapín o Saborikäte  es un municipio costero situado en el noreste de Panamá, en la comarca Ngäbe-Buglé. El municipio está rodeado casi en su totalidad por el mar Caribe;  linda por el este y sureste con el distrito de Santa Catalina o Calovébora; por el oeste y suroeste, con el municipio de Kankintú; por el norte con el océano Atlántico; y por el sur, con Münä. Su cabecera es el pueblo de Kusapín (Saborikäte).
Con una superficie de alrededor de 1693.2 km², es uno de los municipios costeros más poblados de la costa ngäbe-buglé con una población de 33 121 habitantes según datos del censo del 2010. La población del distrito es predominantemente de las etnias chibchas ngäbe y buglé.

## Geografía y localización
Está situado al oriente de la costa de la comarca Ngäbe-Bugle, gran parte del territorio ocupando la Península Valiente. El litoral presenta suaves playas con pocos acantilados, con la añadidura de la ría, la bahía y las marismas.

## Descripción
El distrito se creó a partir de la Ley del 10 de marzo de 1997. Junto al distrito de Kankintú, forma parte de la región de Ñö Kribo en la comarca Ngäbe-Buglé.
Debido a que están en la zona costera de la provincia de Bocas del Toro, la transportación acuática es necesaria. Diariamente parten lanchas temprano en la mañana, que arriban al Puerto de Chiriquí Grande y luego se trasladan a Kusapín.

## División política
El distrito comprende cinco corregimientos:
- Kusapín (Saborikäte)
- Bahía Azul
- Cañaveral (Muina)
- Río Chiriquí (Ngäbe-Buglé)
- Tobobé